# Sian Clifford
Sian Clifford (7 de abril de 1982) es una actriz británica de cine, televisión y teatro. En el año 2020, ganó su primer Premio BAFTA por su papel de Claire en la serie británica Fleabag (2016-2019). Además, cuenta con una nominación a los Premios Emmy y a los Premios de la Crítica Televisiva por dicho trabajo.
Su salto a la fama fue gracias a sus papeles en el teatro en obras como Consent, Pains of Youth  o The Road to Mecca.En 2024 la pudimos ver en la nueva versión de Doctor Who.

## Biografía
Clifford nació en Londres el 7 de abril de 1982, hija de una madre asistente ejecutiva y un padre que trabaja para el consejo local. Creció en el distrito londinense de Ealing. Tiene una hermana, Natalie, que es mecenas de arte en Nueva York. Al crecer, supo que quería ser actriz y participó en teatro juvenil. Trabajó durante tres años como consultora de escritura antes de ser aceptada en la Royal Academy of Dramatic Art. Mientras trabajaba en RADA, conoció a su futura coprotagonista en Fleabag, Phoebe Waller-Bridge, y desde el principio se hicieron amigas. Obtuvo una licenciatura en actuación de RADA en 2006.

## Carrera

### Inicios artísticos
En los primeros diez años de su carrera como actriz profesional, Clifford se convirtió en una prolífica actriz del Off West End. En sus primeros años fuera de la escuela de teatro, participó en el grupo Theatre503, en el que participó en las producciones Without Laughing, Contraction y Listening Out. En marzo de 2007, actuó en la obra Not the End of the World en el teatro Bristol Old Vic. Su primera actuación notable fue interpretando a Ismene en la producción de Nottingham Playhouse of Burial at Thebesat the Barbican, que se estrenó en septiembre de 2007.
Clifford participó en tres producciones teatrales el verano siguiente; en junio tuvo un pequeño papel en una ópera de cámara titulada Partenogénesis en el Linbury Studio de la Royal Opera House, coprotagonizó la obra de teatro The Road to Mecca y realizó una gira con la producción: ¿Están todos bien?, que coprotagonizó su futura compañera de reparto de Fleabag, Phoebe Waller-Bridge.
En septiembre de 2010, Clifford protagonizó la obra de teatro experimental Pieces of Vincent, bien recibida, en el Arcola Theatre. Durante el resto del otoño de 2010, tuvo un papel secundario en la obra Pains of Youth en el prestigioso Royal National Theatre. Al finalizar el año, Clifford ocupó el papel principal en una producción original de La bella y la bestia, también en el Royal National Theatre. La producción se desarrolló durante toda la temporada navideña y tuvo éxito crítico.

### Salto a la fama
Sin duda, Fleabag irrumpió en la televisión y en los medios con su estreno en 2016, así como sus protagonistas. En la serie Clifford interpreta a Claire, hermana mayor de la protagonista, encarnada por Phoebe Waller-Bridge. Fleabag regresó en 2019 con mayor acogida. La actuación de Clifford en dicha temporada fue ampliamente elogiada y fue nominada para los Premios Primetime Emmy en la categoría de actriz de reparto en una serie de comedia y en los Premios de la Crítica Televisiva en la categoría de actriz de reparto en una serie de comedia. En el año 2020, ganó su primer Premio BAFTA como mejor actriz en una serie de comedia.
Tras el éxito conseguido, Clifford protagonizaría muchos más papeles en cine y televisión. Tuvo un pequeño papel en la película independiente de comedia negra A Serial Killer's Guide to Life en el 2019. En el 2020, tuvo papeles como invitada en los programas de televisión Hitmen en Sky One y Liar. Además, actuó junto a Matthew Macfadyen en la miniserie Quiz, estrenada en abril de 2020 y basada en el escándalo de 2001 de Charles Ingram en el programa televisivo Who Wants to Be A Millionaire?

### 2020-presente
En diciembre de 2020 se estrenó Two Weeks to Live, una miniserie creada por la cadena británica Sky, la cual está protagonizada por Maisie Williams y Clifford.

## Vida personal
Clifford es vegetariana y practica la meditación diariamente. En 2016, lanzó una plataforma digital de bienestar y meditación llamada Still Space.

## Filmografía

### Cine
| Año  | Título                  | Papel                 | Director        | Notas        | Ref(s). |
| ---- | ----------------------- | --------------------- | --------------- | ------------ | ------- |
| 2014 | Paddy                   | Meg                   |                 | Cortometraje |         |
| 2017 | Fry-Up                  | Rosie                 |                 | Cortometraje | [ 24 ]  |
| 2020 | The Duke                | Dra. Unsworth         | Roger Michell   |              | [ 25 ]  |
| 2022 | See How They Run        | Edana Romney          | Tom George      |              | [ 26 ]  |
| 2023 | La elefanta del mago    | Gloria Matienne (voz) | Wendy Rogers    | Netflix      | [ 27 ]  |
| 2024 | Young Woman and the Sea | Charlotte             | Joachim Rønning |              |         |

### Televisión
| Año       | Título                         | Papel          | Notas                        |
| --------- | ------------------------------ | -------------- | ---------------------------- |
| 2012      | Dark Matters: Twisted But True | Ida Thomas     | Serie documental, 1 episodio |
| 2013      | Midsomer Murders               | PC Milton      | 1 episodio                   |
| 2016-2019 | Fleabag                        | Claire         | Coprotagonista               |
| 2018      | Vanity Fair                    | Martha Crawley | Miniserie                    |
| 2020      | Liar                           | Ruby Allen     | 1 episodio                   |
| 2020      | Quiz                           | Diana Ingram   | 3 episodios                  |
| 2020      | Two Weeks to Live              | Tina Noakes    | Miniserie                    |
| 2021      | Inside No. 9                   | Iris           | Episodio: "Lip Service"      |
| 2021      | Star Wars: The Bad Batch       | GS-8 (voz)     | Episodio: "Common Ground"    |
| 2022      | Life After Life                | Sylvie Todd    | Miniserie                    |
| 2023      | Unstable                       | Anna Bennet    | 8 episodios                  |